# Cinema de la Xina

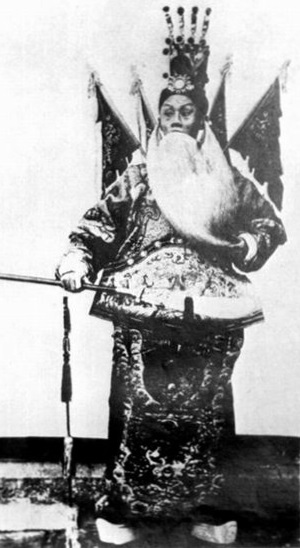
L'actor Tan Xinpei en La batalla de Dingjunshan, 1905.

La història del cinema xinès es desenvolupa en tres vessants diferents: el cinema d'Hong Kong, el cinema de la Xina, i el cinema de Taiwan. El cinema de la Xina continental, s'ha desenvolupat després de 1949 d'una forma una miqueta reprimida pel Partit Comunista de la Xina, i algunes de les pel·lícules de temàtica política encara són censurades o prohibides al país. No obstant això, moltes d'aquestes pel·lícules poden veure's a l'estranger en filmoteques i festivals de cinema.
La gran majoria d'aquestes pel·lícules són produïdes en mandarí, a diferència de les produïdes actualment a Hong Kong, que solen realitzar-se en cantonès. Les pel·lícules continentals solen doblar-se quan són portades a Hong Kong. Taiwan, on també es parla predominantment el mandarí, constitueix un dels principals centres d'exportació per a la producció cinematogràfica xinesa.

## Els començaments: Shanghai, 1896-1945
El cinema va ser introduït a la Xina el 1896. La primera filmació es va realitzar a Shanghai, l'11 d'agost de 1896, com a part d'un espectacle de varietats. La primera pel·lícula, El Mont Dingjun (Ding jun shan), una representació de la batalla del Mont Dingjun per a l'Òpera de Pequín, es va realitzar al novembre de 1905. Durant la següent dècada, les productores van ser predominantment estrangeres i la indústria cinematogràfica domèstica no va començar de forma independent fins al 1916. Aquesta incipient indústria es va desenvolupar a Shanghai, que era llavors una ciutat en creixement, la més gran de l'Extrem Orient.
Durant els anys 20, tècnics de cinema nord-americans van començar a entrenar a tècnics xinesos a Shanghai i la influència americana va continuar sent present durant les dues dècades següents. Va ser durant aquest període quan es van crear algunes de les companyies productores més importants, com Mingxing i la companyia dels germans Shaw, Tianyi. Mingxing, fundada per Zheng Zhengqiu i Zhang Shichuan, inicialment, es va centrar en la producció de curts de caràcter còmic, entre els quals s'inclou la pel·lícula xinesa més antiga que es conserva, El romanç d'un venedor de fruita (Laogong zhi aiqing, 1922). Aquestes produccions, no obstant això, aviat es van convertir en llargmetratges i drames familiars, entre els quals s'inclouen L'orfe rescata al seu avi (Gu’er jiuzu ji, 1923). Mentrestant, Tianyi va canviar el seu model cap als drames folklòrics, impulsant també aquesta producció en els mercats estrangers.

### La influència de les idees comunistes

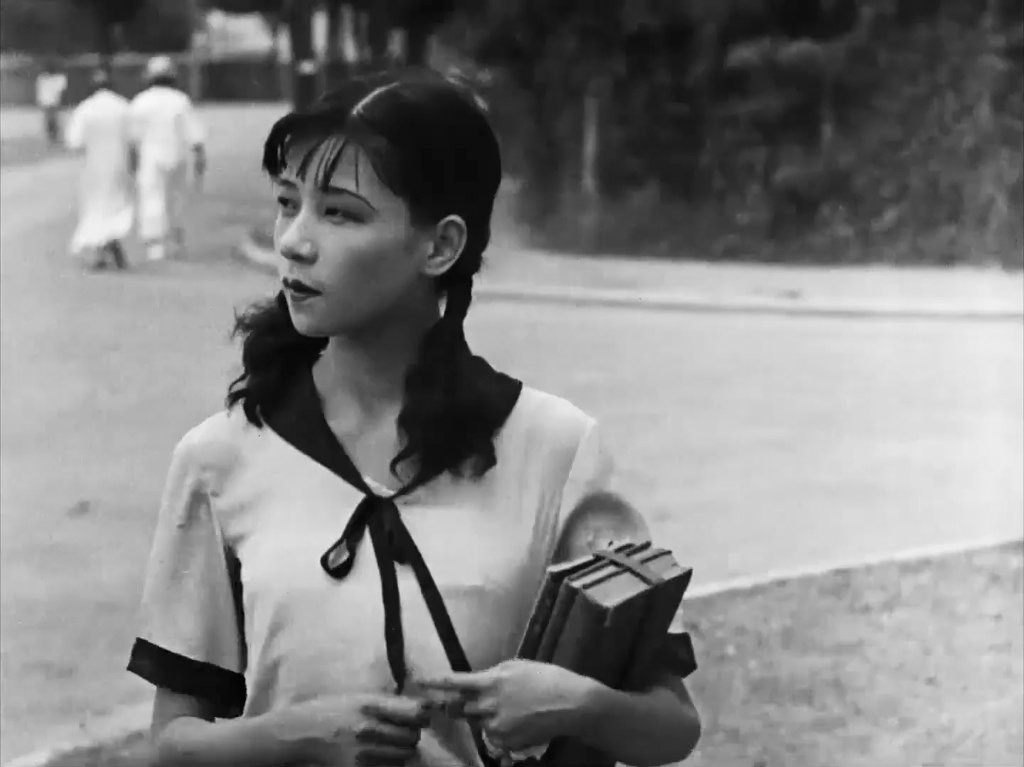
Ruan Lingyu, en Amor i deure, pel·lícula de Bu Wancang.

Malgrat tot, les primeres pel·lícules realment importants es van produir a partir dels anys 30, amb l'aparició d'idees comunistes. Es produïren obres com Els cucs de seda de primavera (Chūncán) de Cheng Bugao (1933), El carrer major (Dàlù) de Sun Yu (1935), o The Goddess (Shénnǚ) de Wu Yonggang (1934). Aquestes pel·lícules progressistes versaven sobre la lluita de classes, les amenaces externes (com la invasió japonesa), i els problemes de la gent comuna: una família de grangers de seda en Els cucs de seda de primavera, una prostituta en The Goddess. En part, gràcies a l'èxit d'aquestes pel·lícules, aquesta època posterior a 1930 sol denominar-se la "primera època daurada el cinema xinès".
Durant la primera meitat dels anys 30, tres productores dominaven el mercat xinès: una acabada de formar, Lianhua, i les més antigues i reeixides, Mingxing i Tianyi. Tant Mingxing com Lianhua s'inclinaven cap al comunisme, mentre la producció de Tianyi tendia a ser menys social.
En aquesta època van aparèixer també les primeres estrelles de cinema, com Hu Die, Ruan Lingyu, Zhou Xuan, Zhao Dan i Jin Yan. Altres obres de l'època són: Noves dones (Xīn nǚxìng, 1934), Cançó dels pescadors (Yu guang qu, 1934) i Xais perduts (Mi tu de gao yang, 1934), totes de Cai Chusheng; o Plaça pública (Shizi jietou, 1937) de Shen Xiling, i L'àngel de carrer (Mǎlù tuānshǐ, 1937), de Yuan Muzhi.

### Shanghai, l'illa solitària
La invasió japonesa de la Xina, particularment l'ocupació de Shanghai, va acabar amb aquesta edat d'or del cinema. Totes les companyies productores van tancar, excepte Xinhua, i molts directors van marxar de Shanghai, instal·lant-se a Hong Kong, o Chongqing, la capital nacionalista durant la guerra. Malgrat tot, Shanghai va continuar produint cinema, per la qual cosa durant aquest període es va denominar "L'illa solitària", doncs les concessions estrangeres de Shanghai feien d'ella una illa dins del territori ocupat pels japonesos. Va ser durant aquest període quan artistes i directors (els que van romandre a la ciutat) es van veure obligats a caminar en terreny pantanós. Alguns van decidir mantenir-se fidels a les seves idees polítiques i nacionalistes i uns altres van cedir a la pressió japonesa. Mùlán cóng jūn (Mulan s'uneix a l'exèrcit) de Bu Wancang (1939), explica la història d'una jove camperola que s'uneix a l'exèrcit per lluitar contra una invasió estrangera; aquesta pel·lícula és un bon exemple de com la producció cinematogràfica xinesa continuava malgrat la guerra. Després que es declarés la guerra amb els aliats occidentals el 7 de desembre de 1941 Shanghai passa també a ser part de la zona japonesa. Amb la indústria cinematogràfica en mans dels japonesos es va promoure la Gran Esfera de Coprosperitat de l'Àsia Oriental amb obres com la pel·lícula Eternitat (1943). En acabar la Segona Guerra Mundial, la més controvertida de les companyies aprovades pels japonesos, l'Associació cinematogràfica de Manchukuo, es va separar i es va integrar dins el cinema xinès.

## La segona edat d'or

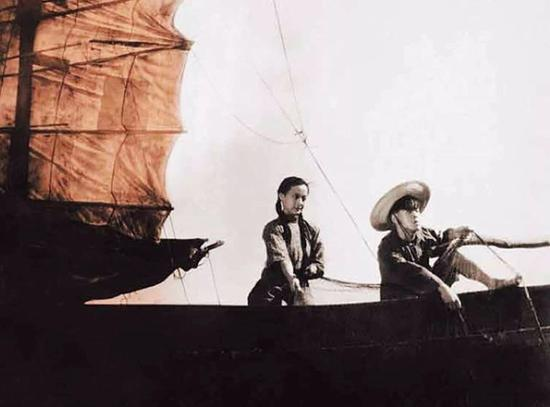
Wang Danfeng en la pel·lícula Nova cançó de pescador (1942)

La indústria del cinema va continuar desenvolupant-se després de 1945, i va tornar a centrar-se a Shanghai, mentre una nova generació d'estudis cinematogràfics substituïa els vells de Lianhua i Mingxing. Entre aquests, destacà Xinhua, que s'havia convertit en una de les empreses dominants de la indústria. El 1946, Cai Chuseng va tornar a Shanghai per renovar Lianhua, que es va convertir en els estudis Kunlun, els quals van produir algunes de les obres més importants de l'època, com Milers de llums (Wan chia teng huo, 1948), El riu de la primavera flueix cap a l'est (Yī jiāng chūn shuǐ xiàng dōng liú, 1947), i Corbs i pardals (Wūyā yŭ máquè, 1949). Moltes d'aquestes pel·lícules mostraven la desil·lusió pel govern repressiu del partit nacionalista de Chiang Kai-shek. El riu de la primavera flueix cap a l'est, dirigida per Cai Chusheng i Zheng Junli, va ser una pel·lícula especialment reeixida, doncs barrejava la crítica social amb el retrat de la lluita d'una família qualsevol durant la guerra sinojaponesa.
Mentrestant, companyies com la Wenhua Film Company van voler allunyar-se de la tradició esquerrana i van explorar i van desenvolupar altres gèneres. El drama romàntic de Primavera en un poble petit (Xiǎochéng zhī chūn, 1948), dirigida per Fei Mu poc abans de la revolució, sol citar-se com una de les millors pel·lícules xineses. Irònicament, va ser precisament la seva qualitat artística i una aparent falta de crítica política el que va portar al Partit Comunista de la Xina a catalogar-la de conservadora i reaccionària, per la qual cosa va ser ràpidament oblidada durant molt de temps. No obstant això, després de reobrir-se l'Arxiu de cinema de la Xina acabada la Revolució Cultural, es va fer una nova còpia del negatiu original, la qual cosa va permetre que l'obra es donés a conèixer a tota una nova generació de directors de cinema. De fet, una nova versió de Primavera en un poble petit va ser realitzada el 2002 per Tian Zhuangzhuang.

## L'era comunista: 1950-1960
Després de la presa de poder dels comunistes el 1949, el govern va veure al cinema una forma molt efectiva de propaganda. Des de 1951, les pel·lícules xineses anteriors a 1949, així com les produïdes a Hollywood i Hong Kong van ser prohibides pel Partit Comunista de la Xina que tractava d'exercir un major control sobre els mitjans de comunicació de masses. En el seu lloc es van produir obres que es van centrar en la vida camperola, i en els soldats i treballadors, com és el cas de Qiao (1949) o La xica dels cabells blancs (Bai mao nü, 1950). Una de les més importants productores durant aquest període va ser l'estudi de cinema de Changchun, que produí les conegudes com set primeres pel·lícules de la Nova Xina, i és considerada el bressol del cinema al país.
Va ser un període de gran producció cinematogràfica. El nombre d'espectadors es va incrementar considerablement, de 47 milions el 1949 a 415 milions el 1959. En els 17 anys que van des de la fundació del Partit Comunista de la Xina fins a la Revolució Cultural es van produir 603 pel·lícules i 8.342 rotllos de documentals i notícies, la majoria patrocinats pel govern i de caràcter propagandístic. Molts directors xinesos van ser enviats a Moscou, per aprendre dels directors soviètics. En 1956 es va obrir l'Acadèmia de Cinema de Pequín. La primera pel·lícula per a gran pantalla es va produir el 1960. També es van popularitzar les pel·lícules d'animació, que incorporaven tècniques de l'art folklòric tradicional com el paper tallat, el teatre d'ombres, marionetes, i la pintura tradicional amb la finalitat d'entretenir i educar als nens. La més famosa d'aquestes, el clàssic Dànào tiāngōng (Rebombori al cel, 1961-1964), basat en la llegenda de Sun Wukong. Dirigida per Wan Laiming, va guanyar el premi a la millor pel·lícula en el Festival de Cinema de Londres.
Després de disminuir la censura a finals dels anys 50, els anys 60 van veure noves pel·lícules xineses que cada vegada es recolzaven menys en el cinema soviètic. El cineasta més destacat de l'època fou Xie Jin, amb pel·lícules com L'exèrcit vermell de les dones (1961) i Dues germanes d'escena (1965).

## La Revolució Cultural: 1960-1980

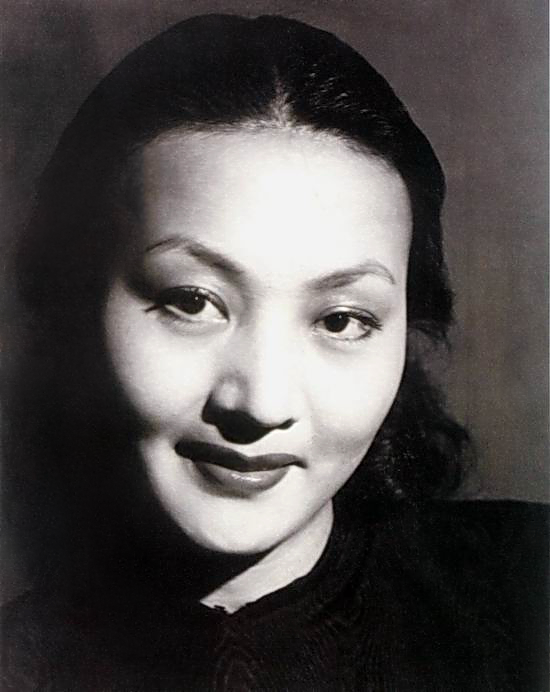
Durant la Revolució cultural molts actors van sofrir de persecucions polítiques, com l'actriu Li Lili qui va ser víctima de tortura.

Durant la Revolució Cultural, la producció de cinema va ser bastant limitada a causa de la censura. Pràcticament totes les pel·lícules anteriors a la revolució van ser prohibides, i només es van produir unes poques, sent la més notable una versió per a ballet de l'òpera revolucionària L'exèrcit vermell de les dones (Hóngsè Niángzǐjūn, 1971). L'esposa de Mao, l'antiga actriu Jiang Qing es converteix en la figura clau de la «purificació» de les arts. Una altra pel·lícula d'aquest període és Juéliè (1975), sobre la lluita contra la burocràcia partidària a l'educació. Aquesta escassetat productiva es va convertir pràcticament en una pausa entre 1967 i 1972 i va reviure el 1972 sota l'estricte govern de la Banda dels quatre (enderrocats el 1976).
En els anys subsegüents a la Revolució Cultural, la indústria del cinema va tornar a ser un mitjà d'entreteniment habitual. Les pel·lícules locals comptaven amb una gran audiència, i les entrades als festivals de cinema es venien ràpid. Els directors tractaven explorar nous terrenys i realitzar pel·lícules més innovadores, igual que es feia en occident.
En els anys 80 la indústria del cinema va viure temps difícils, tant per la competència amb altres formes d'entreteniment com perquè les autoritats pensaven que moltes de les pel·lícules d'arts marcials que es produïen eren socialment inacceptables. El gener de 1986 la producció cinematogràfica va passar d'estar regulada pel Ministeri de cultura a ser-ho pel Ministeri de radi, cinema i televisió, amb això es pretenia aconseguir un major control sobre la producció.
El final de la Revolució Cultural va portar amb si un gènere nou, el «drama de cicatrius», que mostrava els traumes emocionals que aquest període havia provocat. Pluja a la tarda (Ba Shan Ye Yu, Wu Yonggang, Wu Yigong, 1980) i La llegenda de les muntanyes Tianyun (Tian yun shan chuan qi, Xie Jin, 1980) van guanyar el primer Gall d'Or el 1981. Però la més coneguda d'aquestes pel·lícules és, segurament, Ciutat d'Hibisc (Fu rong zhen, Xie Jin, 1986). El drama de cicatrius va continuar produint-se fins als 90, com pot comprovar-se amb obres com L'estel blau (Lan feng zheng, Tian Zhuangzhuang, 1993).

## La cinquena generació: 1980-1990

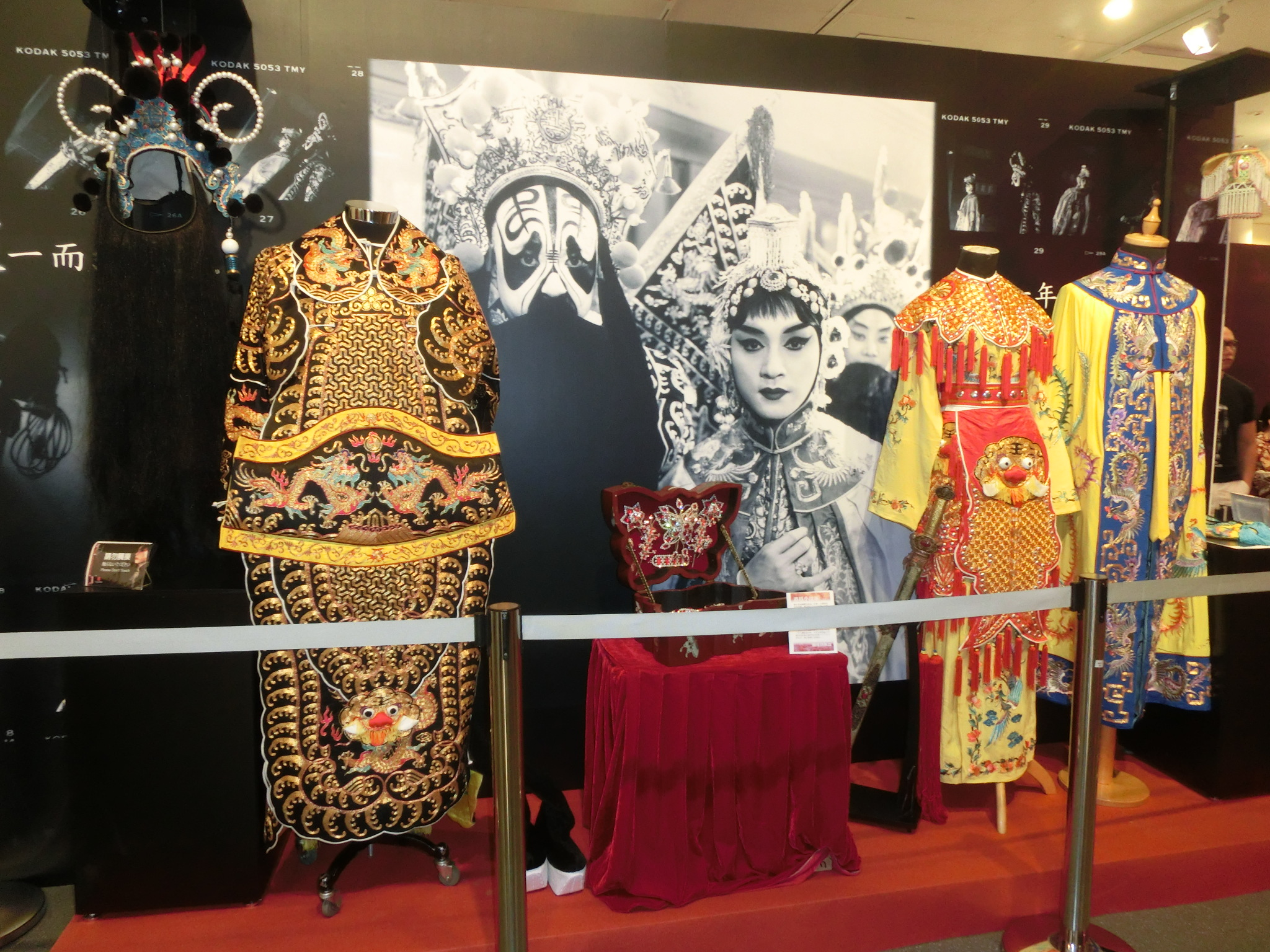
Utileria i fotograma d'Adéu a la meva concubina (1993)

Des de mitjan 80 la cinquena generació de directors de cinema va popularitzar aquests llargmetratges fora de la Xina. Molts dels directors que formaven part de la cinquena generació es van formar en l'Acadèmia de Cinema de Pequín el 1982, com Zhang Yimou, Tian Zhuangzhuang, Chen Kaige i Zhang Junzhao. Constitueixen el primer grup a graduar-se en aquesta acadèmia des de la Revolució Cultural, i promptament es van desfer dels mètodes tradicionals de narració, per incorporar altres menys ortodoxos. Vuit i un, de Zhang Junzhao i Terra groga, de Chen Kaige (1984), en particular van marcar el començament de la producció de la cinquena generació. Les obres dels dos directors més reconeguts d'aquesta cinquena generació, Chen Kaige (El rei dels nens, 1987; Adéu a la meva concubina 1993), i Zhang Yimou (Dj. Dou, 1989; La llanterna vermella, 1991), van ser ben rebudes també a l'estranger. És en aquest període quan les pel·lícules xineses van començar a rebre atenció internacional. Sorgo vermell i La història de Qiu Dj., ambdues de Zhang Yimou van rebre l'Os d'Or (1988) i el Lleó d'Or, respectivament, i Adéu a la meva concubina, de Chen Kaige, la Palma d'Or.
Molt variats en estil i temàtica, les obres dels directors de la cinquena generació abasten des de la comèdia negra i la sàtira política, com The Black Cannon Incident (Hei pao shi jian, 1985), de Huang Jianxin, a la temàtica esotèrica, com La vida pendent d'un fil, (Bian zou bian chang, 1991) de Chen Kaige; però comparteixen el rebuig cap a la tradició socialista-realista dels directors anteriors. Altres directors notables de la cinquena generació són Tian Zhuangzhuang, Wu Ziniu, Hu Mei, i Zhou Xiaowen. Algunes de les seves pel·lícules més arriscades políticament van ser prohibides per les autoritats xineses.
La "quarta" generació també es va fer notar durant els anys 90. Donada l'etiqueta amb la qual s'havien trobat amb l'arribada de la cinquena generació, aquests directors pertanyien a la generació de cineastes les carreres de les quals s'havien vist truncades per la Revolució Cultural. La majoria s'havia format abans de 1966. Wu Tianming, concretament, va contribuir a finançar molts dels directors de la següent generació a través de l'estudi cinematogràfic de Xi'an, mentre continuava realitzant pel·lícules com El vell pou (1986) i El rei de les màscares (1996).
El moviment de la cinquena generació va finalitzar amb les Protestes de la Plaça de Tian'anmen, malgrat que els seus principals directors van continuar produint pel·lícules notables com L'ombra de l'emperador (Qin Song, 1996) de Zhou Xiaowen. Molts van marxar a Austràlia, i molts altres directors van treballar en produccions per a la televisió.

## La sisena generació o generació urbana: 1990-present
Durant aquest període, a causa de la censura establerta per l'estat, es va generar un corrent de cinema clandestina, a la qual se sol denominar «la sisena generació». Aquestes pel·lícules es rodaven de forma ràpida i barata, la qual cosa produeix una sensació de documental, amb preses llargues, càmeres subjectades a mà, i so ambienti. La producció de la sisena generació s'assembla més al Neorealisme italià i al cinéma vérité que al cinema més ornamentat de la cinquena generació. Moltes d'aquestes pel·lícules eren produccions conjuntes, de vegades finançades per productores estrangeres. Alguns directors, i les seves obres més representatives són Wang Xiaoshuai (Els dies, La bicicleta de Pequín), Zhang Yuan (Bastards de Pequín, Palau Oriental, Palau Occidental), Jia Zhangke (Xiao Wu, Plaers desconeguts, Plataforma, El món) i Lou Ye (Riu Suzhou).
A diferència de la cinquena generació, la sisena presenta una perspectiva més individualista i poc romàntica i presta més atenció a la vida urbana contemporània. Moltes de les seves pel·lícules reflecteixen la desorientació i els aspectes més negatius de la incorporació de la Xina al modern sistema capitalista. Blind Shaft del director Li Yang per exemple, compte la història de dos convictes que treballen en una perillosa mina al nord de la Xina. D'altra banda, El món de Jia Zhangke tracta de mostrar el buit que provoca la globalització en l'escenari d'un parc d'atraccions internacional.

## El nou cinema xinès internacional

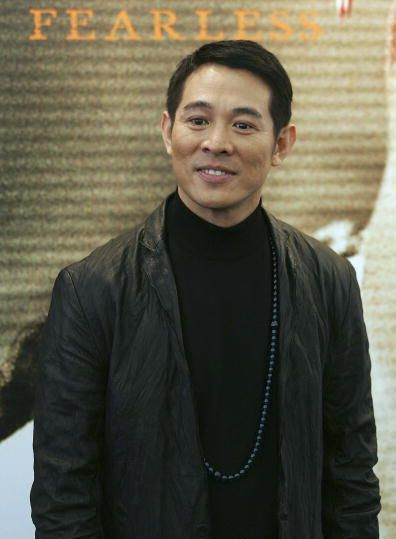
Xina ha produït grans estrelles de cinema internacional com a Jet Li.

En 1999, la producció multinacional Wò hǔ cáng lóng (El tigre i el drac) va aconseguir un gran èxit en les taquilles occidentals, malgrat haver estat criticada a la Xina per «occidentalizada». Malgrat tot, va servir en molts països com a introducció al cinema xinès (especialment al gènere Wuxia).
En 2002, es va intentar recuperar l'èxit de Wò hǔ cáng lóng amb Hero, en la qual actuen intèrprets coneguts en occident, com a Jet Li, Zhang Ziyi, Maggie Cheung, Tony Leung Chiu-Wai, i dirigida per Zhang Yimou. La pel·lícula va ser un èxit en gairebé tota Àsia i en les taquilles dels Estats Units.
L'èxit d'aquestes dues pel·lícules ha marcat una nova línia de separació entre el cinema de la Xina continental i el cinema internacional en xinès. Wò hǔ cáng lóng, per exemple, va ser dirigida pel director taiwanès Ang Lee, però els seus intèrprets provenen punt de Taiwan com d'Hong Kong i de la Xina continental, i el finançament és internacional. Altres exemples d'aquesta nova forma de producció són La casa de les dagas voladores (2004) de Zhang Yimou; La promesa (2005) -Wu ji (The Promise)- de Chen Kaige; El banquet (2006) -Yeyan- de Feng Xiaogang; Sense por (2006) -Jo yuanjia (Fearless) de Ronny yu-